# تلسياي (مدينة)
تلسياي (مدينة). هي مدينة في لتوانيا؛ تجمع حوالي 25,000 نسمة. عاصمة مقاطعة تيلسياي.
تلسياي هي واحدة من أقدم المدن في ليتوانيا، وربما يعود تارخها إلى القرن ال14. بين القرنين ال15 وال20، أصبحت تلسياي عاصمة المقاطعة بين 1795 و 1802، وتم تضمينها في المنطقة فيلنيوس. في عام 1873، تم نقلت تلسياي إلى منطقة كاوناس.

## المناخ
يظهر الجدول التالي التغييرات المناخية على مدار السنة لتلسياي:
| البيانات المناخية لـتلسياي         | البيانات المناخية لـتلسياي | البيانات المناخية لـتلسياي | البيانات المناخية لـتلسياي | البيانات المناخية لـتلسياي | البيانات المناخية لـتلسياي | البيانات المناخية لـتلسياي | البيانات المناخية لـتلسياي | البيانات المناخية لـتلسياي | البيانات المناخية لـتلسياي | البيانات المناخية لـتلسياي | البيانات المناخية لـتلسياي | البيانات المناخية لـتلسياي | البيانات المناخية لـتلسياي |
| الشهر                              | يناير                      | فبراير                     | مارس                       | أبريل                      | مايو                       | يونيو                      | يوليو                      | أغسطس                      | سبتمبر                     | أكتوبر                     | نوفمبر                     | ديسمبر                     | المعدل السنوي              |
| ---------------------------------- | -------------------------- | -------------------------- | -------------------------- | -------------------------- | -------------------------- | -------------------------- | -------------------------- | -------------------------- | -------------------------- | -------------------------- | -------------------------- | -------------------------- | -------------------------- |
| الدرجة القصوى °م (°ف)              | 8.7 (47.7)                 | 12.6 (54.7)                | 19.3 (66.7)                | 24.6 (76.3)                | 30.0 (86.0)                | 32.8 (91.0)                | 32.2 (90.0)                | 31.9 (89.4)                | 28.5 (83.3)                | 23.2 (73.8)                | 16.4 (61.5)                | 10.4 (50.7)                | 32.8 (91.0)                |
| متوسط درجة الحرارة الكبرى °م (°ف)  | −2.4 (27.7)                | −1.8 (28.8)                | 2.4 (36.3)                 | 9.4 (48.9)                 | 16.5 (61.7)                | 20.0 (68.0)                | 20.9 (69.6)                | 20.4 (68.7)                | 15.6 (60.1)                | 10.2 (50.4)                | 3.9 (39.0)                 | −0.1 (31.8)                | 9.6 (49.3)                 |
| المتوسط اليومي °م (°ف)             | −4.7 (23.5)                | −4.4 (24.1)                | −0.9 (30.4)                | 4.8 (40.6)                 | 11.3 (52.3)                | 14.9 (58.8)                | 16.4 (61.5)                | 15.7 (60.3)                | 11.5 (52.7)                | 7.0 (44.6)                 | 1.7 (35.1)                 | −2.3 (27.9)                | 5.9 (42.6)                 |
| متوسط درجة الحرارة الصغرى °م (°ف)  | −7.3 (18.9)                | −7.0 (19.4)                | −3.8 (25.2)                | 1.2 (34.2)                 | 6.5 (43.7)                 | 10.3 (50.5)                | 12.2 (54.0)                | 11.7 (53.1)                | 8.1 (46.6)                 | 4.3 (39.7)                 | −0.2 (31.6)                | −4.6 (23.7)                | 2.6 (36.7)                 |
| أدنى درجة حرارة °م (°ف)            | −36.4 (−33.5)              | −34.6 (−30.3)              | −25.0 (−13.0)              | −15.9 (3.4)                | −5.9 (21.4)                | −0.1 (31.8)                | 4.4 (39.9)                 | 3.4 (38.1)                 | −3.5 (25.7)                | −8.4 (16.9)                | −22.0 (−7.6)               | −29.3 (−20.7)              | −36.4 (−33.5)              |
| الهطول مم (إنش)                    | 55 (2.2)                   | 34 (1.3)                   | 46 (1.8)                   | 43 (1.7)                   | 44 (1.7)                   | 67 (2.6)                   | 89 (3.5)                   | 92 (3.6)                   | 80 (3.1)                   | 80 (3.1)                   | 89 (3.5)                   | 69 (2.7)                   | 788 (31.0)                 |
| متوسط أيام هطول الأمطار (≥ 1.0 mm) | 9                          | 7                          | 9                          | 8                          | 8                          | 9                          | 11                         | 11                         | 11                         | 9                          | 12                         | 12                         | 116                        |
| المصدر: NOAA                       |                            |                            |                            |                            |                            |                            |                            |                            |                            |                            |                            |                            |                            |

## توأمة
لتلسياي (مدينة) اتفاقيات توأمة مع كل من:
- باسوم
- Krnov [الإنجليزية]‏
- أورشا (2009 - )

## أعلام
- أيلي دي سيون
- جايدرايوس ارلايوسكايس
- رولانداس باكساس
- ويلفريد فوينيتش
- ارمانتاز زلميكاس

## روابط خارجية
- (بالليتوانية) Official site نسخة محفوظة 24 يناير 2021 على موقع واي باك مشين.
- (بالإنجليزية) Telsiai.info – welcome to Telšiai!
- (بالإنجليزية) FK MASTIS
- (بالإنجليزية) OK Telsiai
- The murder of the Jews of Telšiai during الحرب العالمية الثانية, at ياد فاشيم website.